# Tollan Terra
La Tollan Terra è una struttura geologica della superficie di Titano.